# Kaempferia galanga
Espèce
Statut de conservation UICN

 DD  : Données insuffisantes
Kaempferia galanga, ou galanga camphré, est une espèce de plantes monocotylédones de la famille des Zingiberaceae, sous-famille des Zingiberoideae, originaire de l'Asie du Sud.
Kaempferia galanga est une plante herbacée pouvant atteindre 45 cm de haut, vivace par ses rhizomes, aux feuilles épaisses et arrondies disposées en rosette sur le sol.
Cette plante est utilisée à la fois comme plante alimentaire et médicinale, et comme plante ornementale. Elle est récoltée dans la nature pour un usage local, mais est aussi cultivée comme épice et plante médicinale notamment en Inde, en Malaisie et en Chine.

## Taxinomie

### Synonymes
Selon The Plant List (12 février 2022) :
- Alpinia sessilis J.Koenig
- Kaempferia galanga var. galanga
- Kaempferia humilis  Salisb.
- Kaempferia latifolia  Donn ex Hornem.
- Kaempferia marginata  Carey ex Roscoe
- Kaempferia plantaginifolia  Salisb.
- Kaempferia rotunda  Blanco

### Variétés
Selon Tropicos (12 février 2022) (Attention liste brute contenant possiblement des synonymes) :
- Kaempferia galanga var. galanga
- Kaempferia galanga var. latifolia (Donn ex Hornem.) Donn